# Conselho dos Estados (Suíça)
O Conselho dos Estados da Suíça (alemão: Ständerat; francês: Conseil des États; italiano: Consiglio degli Stati; romanche: Cussegl dals Stadis) é a câmara alta da Assembleia Federal da Suíça, instaurada pela Constituição em 1848.

## Composição
Cada cantão elege dois conselheiros de estado (também designados senadores). Antes da criação do cantão de Jura, o número total de membros era de 44. Depois de 1979, o número passou a ser 46. O Conselho dos Estados, baseado no Senado norte-americano, tem os mesmo poderes que o Conselho Nacional. O seu acordo afirmativo é importante para uma adopção de uma lei federal. Os antigos semi-cantões têm apenas um lugar (Obwald, Nidwald, Basileia-Cidade, Basileia-Campo, Appenzell Rhodes-interior e Apenzell-Rhode exterior). O número populacional de cada cantão não implica o número de representantes dos membros. O cantão de Zurique, que conta com 1,6 milhões de habitantes, elege dois conselheiros tal como Uri que tem 36 000 habitantes.
A Composição política do Conselho dos Estados é diferente da do Conselho Nacional. O Partido Socialista Suíço (PSS) e a União Democrática do Centro (UDC) são historicamente os menos representados enquanto que os partidos de Centro-direita (o Partido Radical Democrático e o Partido Democrático Cristão) são mais representados.